# Tyler Perry's House of Payne
Tyler Perry's House of Payne (en español Tyler Perry: La casa de Payne) es una serie de televisión estadounidense perteneciente al género de comedia y drama, creada y producida por el dramaturgo, director y productor afroamericano Tyler Perry. El espectáculo gira en torno a una familia multigeneracional que vive bajo un mismo techo en Atlanta, dirigida por el patriarca Curtis Payne y su esposa Ella. El espectáculo se estrenó bajo sindicación el 21 de junio de 2006, y los nuevos episodios en una versión modificada se emitieron exclusivamente en TBS desde el 6 de junio de 2007 hasta el 10 de agosto de 2012. Mientras que principalmente es una comedia familiar, House of Payne fue conocida por presentar temas oscuroscomo el abuso de sustancias y la adicción. También tenía elementos de payasadas o slapstick. La historia del programa está serializada, con muchas referencias a episodios pasados, creando un arco de historia continuo. Con un total de 254 episodios, House of Payne emitió más episodios que cualquier otra serie de televisión con un elenco predominantemente afroamericano, superando a Los Jefferson con 253 episodios, Family Matters con 215 episodios y El show de Bill Cosby con 202 episodios. En el año 2017, Oprah Winfrey Network ordenó una serie derivada titulada The Paynes, con 38 episodios y el elenco original volviendo a repetir sus papeles. La serie se estrenó el 16 de enero del año 2018.

## Historial de producción
La comedia de situación se emitió en una primera distribución de 10 episodios a mediados de 2006 en la emisora de WPCH-TV en el área de Atlanta, junto con otras nueve emisoras en todo el país, como una serie limitada, con episodios adicionales disponibles para distribución nacional. Y en TBS en junio del año 2007. Posteriormente TBS hizo un pedido de 100 episodios.
El 6 de junio de 2007 se rompió un récord para las comedias de cable con 5,2 y 5,8 millones para los dos episodios de estreno en TBS. Sin embargo, la audiencia disminuyó a 4,3 millones a partir de la semana que finalizó el 30 de septiembre de 2007 y 2,260 y 2,099 desde el 19 de mayo de 2010.
El reparto principal permaneció igual (con la excepción de Lance Gross siendo agregado posteriormente), dirigido por LaVan Davis. El formato original de la serie se centró en CJ (Allen Payne) y su familia en mudanza con su tía Ella y su tío Curtis (Cassi Davis y LaVan Davis). Robinne Lee tuvo una temporada recurrente como invitado en la Temporada 1-2 como la directora de Malik y Jazmine, Nicole Jamieson, a quien CJ pronto comenzó a salir. Rochelle Aytes originalmente interpretó a Nicole Jamieson en los episodios piloto de prueba como maestra de matemáticas de Malik. En la prueba, Ella y Curtis fueron originalmente padres de CJ, pero en su formato televisivo, Calvin es su hijo y CJ es su sobrino. A pesar de su alta facturación, Allen Payne no es considerado el actor principal de la serie, especialmente debido a su larga ausencia en la quinta temporada. El espectáculo fue grabado frente a un público en vivo, en el estudio, pero a veces se usó una pista de la risas.
Al comienzo de la quinta temporada, China Anne McClain (Jazmine) y Denise Burse (Claretha) fueron eliminadas de la serie. Los personajes fueron sacados, con Jazmine yendo a una escuela para niños dotados en Carolina del Norte y Claretha casándose con un príncipe y alejándose. En la vida real, McClain y Burse abandonaron la serie por razones aún no reveladas. Al comienzo de la Temporada 6, tanto McClain como Burse regresaron. Algunos de los miembros del elenco de Tyler Perry's House of Payne estuvieron en The Mo'Nique Show en octubre de 2009. A partir de la séptima temporada, China Anne McClain apareció con poca frecuencia debido a su horario de trabajo para ANT Farm. Denise Burse ya no era acreditada como miembro de reparto regular; ella solo apareció en un papel recurrente.
Larramie "Doc" Shaw, quien interpretó a Malik, apareció con poca frecuencia después de la sexta temporada. Esto se debió a los horarios de trabajo de Shaw para The Suite Life on Deck y Pair of Kings. Siguió siendo un miembro del reparto durante toda la serie.
Tyler Perry dirigió cada episodio de las primeras 5 temporadas. Durante la temporada 6, cada episodio fue dirigido por la actriz Kim Fields o su madre Chip Hurd. Tyler Perry dirigió algunos de los episodios en las temporadas 7 y 8, mientras que otros episodios fueron dirigidos por Kim Fields, Chip Hurd y el productor Roger M. Bobb.
Durante las primeras 5 temporadas, el programa fue calificado como TV-PG, pero debido a un rápido aumento de lenguaje fuerte y el contenido para adultos (particularmente sexual), los episodios posteriores son clasificados como TV-14. El 28 de septiembre de 2011, la TBS ordenó 42 episodios. Se han emitido episodios más nuevos en TBS desde el 21 de octubre de 2011 con la temporada 8, y concluyeron la serie con un total de 254 episodios. El espectáculo transmitió sus dos episodios finales el 10 de agosto de 2012.
El 30 de enero de 2017, una serie derivada de secuela titulada The Paynes fue ordenada por Oprah Winfrey Network. Seguirá a Ella y Curtis Payne, ya que disfrutan de su jubilación en Florida solo para quedar atrapados en un negocio inmobiliario que les pondrá la vida patas arriba. La serie fue ordenada con 38 episodios y se estrenó a principios del año 2018.

## Reparto
House of Payne gira en torno a la familia Payne que reside en los suburbios de Atlanta. Se observa que todos los miembros principales del elenco se acreditan solo por los episodios en los que aparecen.
| Allen Payne           | Clarence "C.J." Payne, Jr | Principal  | Principal | Principal | Principal  | Principal  | Principal  | Principal  | Principal  | Principal  |            |            |            |            |            |            |            |
| Lavan Davis           | Curtis Booker T. Payne    | Principal  | Principal | Principal | Principal  | Principal  | Principal  | Principal  | Principal  | Principal  |            |            |            |            |            |            |            |
| Cassi Davis           | Ella Williams-Payne       | Principal  | Principal | Principal | Principal  | Principal  | Principal  | Principal  | Principal  | Principal  |            |            |            |            |            |            |            |
| Lance Gross           | Calvin Payne              |            | Principal | Principal | Principal  | Principal  | Principal  | Principal  | Principal  | Principal  | Principal  |            |            |            |            |            |            |
| Larramie "Doc" Shaw   | Malik Payne               | Principal  | Principal | Principal | Principal  | Principal  | Principal  | Principal  | Principal  | Principal  |            |            |            |            |            |            |            |
| China Anne McClain    | Jazmine Sierra Payne      | Principal  | Principal | Principal | Principal  | Principal  |            | Principal  | Principal  | Principal  |            |            |            |            |            |            |            |
| Denise Burse          | Claretha Jenkins          | Principal  | Principal | Principal | Principal  | Principal  | Principal  | Principal  | Recurrente | Recurrente | Recurrente | Recurrente | Recurrente | Recurrente | Recurrente | Recurrente | Recurrente |
| Demetria McKinney     | Janine Shelton-Payne      | Recurrente | Principal | Principal | Principal  | Principal  | Principal  | Principal  | Principal  | Principal  | Principal  |            |            |            |            |            |            |
| Keshia Knight-Pulliam | Miranda Lucas-Payne       |            | Cameo     |           | Principal  | Principal  | Principal  | Principal  | Principal  | Principal  | Principal  | Principal  |            |            |            |            |            |
| Palmer Williams Jr.   | Floyd Jackson             |            |           |           | Recurrente | Recurrente | Recurrente | Recurrente | Recurrente | Principal  |            |            |            |            |            |            |            |

### Principales
- Curtis Payne (LaVan Davis) es el principal protagonista de la serie. A menudo se lo conoce como tío Curtis, por su sobrino CJ, la esposa de su sobrino, Janine, y sus hijos, Malik y Jazmine. Curtis es conocido por sus bromas trilladas, moda demasiado ruidosa, y actúa como un estereotipo racial negativo. Él tiene sobrepeso y se desmayó una vez debido a una arteria obstruida, pero ignoró la dieta que su esposa Ella le construyó, y no puede mantenerse alejado de sus comidas grasosas habituales. Una broma notable ocurre cuando, bromeando, empuja a Ella a un lado con un brazo cuando quiere pasar, por lo general aterriza en el sofá. A pesar de su inmadurez en este asunto, su madurez y responsabilidad son evidentes en su trabajo como jefe del departamento de bomberos local. En un episodio, su segundo nombre se reveló como Booker T. En la sexta temporada, Curtis se vio obligado a retirarse, lo que lo dejó deprimido y humillado por un período de tiempo; finalmente se adaptó y su sobrino CJ se hizo cargo de su antiguo trabajo. LaVan Davis ganó un NAACP Image Awards en el año 2008 como actor destacado en una serie de comedia por este papel. En la primera parte del final de la serie, "The Call Back", CJ le pide a Curtis que salga de su retiro para supervisar tres Estaciones que CJ inicia. Al principio, Curtis se rehúsa a hacerlo y le grita a CJ que ya lo obligaron a retirarse, y que no volvería, pero al final del episodio, después de hablar con Ella, decidió regresar.

- Ella Payne (de soltera Ella Williams) (conocida como Ella Williams en el episodio "Til Payne Do We Part") (Cassi Davis), es la esposa de Curtis. Ella es una madre que se queda en casa y es la voz de la razón. Se sabe que Curtis aprovecha la buena naturaleza de Ella para que la castiguen por ello. Ella es la voz religiosa de la familia y el pegamento que la mantiene unida. Una buena cocinera, ella tenía un servicio de restaurante en un episodio. Ella es rápida en ofrecer apoyo emocional y moral a todos en la familia, como cuando Janine regresó a casa. En la quinta temporada, ella trabajó brevemente en el comercio minorista. En la temporada 6, ella se retira para volver a la escuela. Ella se graduó de la universidad y finalmente obtuvo su título en la temporada 7. Se revela que su segundo nombre es Naomi. Ella trata de mantener a la familia en paz lo mejor que puede, ya sea grande o pequeña. En el episodio de la temporada 8 "RIP: Rest in Payne", Ella mantiene una fe total por su hijo Calvin, cuando se entera de que recibió un disparo en la casa de CJ y Janine. Ella ama a su familia y quiere que su esposo la mantenga a salvo y la respalde, lo cual él hace.

- Clarence James (CJ) Payne, Jr. (Allen Payne) el sobrino de Curtis y Ella. CJ y su familia se mudaron a la casa de su tío Curtis y su tía Ella cuando su propia casa se quemó después de que su esposa Janine accidentalmente comenzó un incendio bajo la influencia de las drogas. CJ es el padre de Malik, Jazmine, Jayden y Hayden Payne. Estos dos últimos son el hijo gemelo y la hija nacidos de Janine y CJ después de que se reconciliaron y se volvieron a casar. En la cuarta temporada, CJ descubrió que fue adoptado. Él trabaja en la estación de bomberos con Curtis. Al final de la quinta temporada, él, Janine y los gemelos se mudaron a Chicago, pero regresaron en la sexta temporada después de que le ofrecieron el trabajo de Curtis, y la familia se mudó junto a Curtis y Ella. A pesar de estar enojado y hostil hacia Janine a su regreso, CJ nunca dejó de amarla. En las primeras temporadas, CJ a menudo tiene dificultades para imponer la disciplina a sus hijos, pero es evidente que es un poco más estricto e impulsivo, a menudo llegando a conclusiones equivocadas. En el episodio de la temporada 6 "Who's Your Daddy Now?", CJ finalmente se encontró con su verdadero padre, que resultó ser blanco, haciendo de CJ birracial. En la séptima temporada, fue promovido a comisionado jefe de bomberos, y también se convirtió en el jefe de Janine y Roland en el departamento de relaciones públicas. CJ fue interpretado como el hijo de Ella y Curtis en el formato original de la serie, pero su personaje cambió a ser su sobrino.

- Calvin Payne (Lance Gross) Es el hijo de la edad universitaria de Ella y Curtis, quien rara vez asiste a los mismos cursos en los que Curtis a menudo se queja de la financiación. A Calvin le gustaba considerarse un jugador hasta que se casó con Miranda. Al igual que su primo CJ, Calvin pasa mucho tiempo trabajando con Curtis en la estación de bomberos hasta que se convierte en socio de la barbería. En la quinta temporada, consigue un trabajo para la misma compañía que Mercedes y accidentalmente lo besa dos veces: una vez mientras están de acompañante en la cita de Malik y Alexandra; el otro, después de que Calvin pelea con Miranda. Se entera de que tiene un hijo, Calvin Jr., de su exnovia Tracy. Él y Miranda esperan un hijo cuando ella decide que deberían separarse, pero acuerdan probar el asesoramiento. Se quedan atrapados en un ascensor y resuelven sus problemas con la ayuda de una "señora del ascensor" Edi, quien resulta ser el Dr. Marcos, el consejero de retiros matrimoniales. Calvin fue arrestado por manutención de menores, pero fue rescatado de la cárcel antes del nacimiento de su hijo con Miranda en el episodio Resolución de Payneful.

En la séptima temporada, Calvin tuvo un trabajo breve como gerente de un supermercado. Luego comenzó a trabajar en el departamento de relaciones públicas con CJ, Janine y Roland en la temporada 8. Calvin es el único personaje principal que originalmente no estaba incluido en el programa. En el episodio de la temporada 8 "God Bless the Paynes", Calvin recibe un disparo de un hombre que había acosado a Miranda. El hombre vio el tiroteo como una forma de vengarse de Calvin por golpearlo. Calvin es encontrado más tarde por Janine y es llevado al hospital en "Do or Die". Sobrevive, pero con heridas graves. En el final de la serie, "All's Well", su esposa, Miranda, exige un divorcio. La última escena muestra a Calvin arrojando un jarrón de flores a la pared, y la serie termina con la cámara enfocando vidrios rotos y pétalos de rosa.
- Malik Payne (Larramie "Doc" Shaw) es el hijo en edad universitaria de CJ y Janine. Es un joven adulto cuyo interés en las mujeres jóvenes de su clase es tan extremo que recurrirá a medidas desesperadas, como probar para el equipo de porristas, solo para asociarse con ellas. Inicialmente, a menudo era intimidado en la escuela como resultado de los problemas de drogas de su madre. Como resultado, él es reacio a darle la bienvenida a la casa. Se insinúa que es alérgico a los cacahuetes y sabe cómo cortar el cabello. A partir de la sexta temporada, Malik ha aparecido con poca frecuencia, debido al horario de trabajo de Larramie Shaw, ya que también actuó en The Suite Life on Deck en Disney Channel y Pair of Kings en Disney XD.. Su ausencia se incorpora a la historia, ya que va al ROTC durante la temporada 6 y va a la universidad durante la temporada 7, que es un gran error de continuidad a medida que avanzaba de la escuela primaria a la universidad en 4 años. Mientras se preparaba para ir a la universidad, CJ, Calvin, Curtis y Floyd le compraron tres cajas de condones porque estaban seguros de que estaría experimentando con el sexo en la universidad. Su hermana Jazmine estaba molesta por su partida a la universidad. Mientras estaba en la universidad, sale con una chica llamada Summer (Makeda Declet). Malik luego se casa con Summer solo porque pueden tener sexo. El verano luego quiere el divorcio de Malik para transferirse a una universidad en Nueva Inglaterra. Pero dado que Malik y Summer solo han estado casados durante algunas semanas, están calificados para una anulación y así es como terminó su matrimonio.(Temporadas 1-8)

- Jazmine Payne (China Anne McClain)es CJ y la hija de Janine. Ella constantemente se siente invisible y actúa para llamar la atención de su padre mientras su madre está en rehabilitación. En un momento, Jazmine tuvo un breve enamoramiento con Kevin, el amigo de Malik. A pesar de su aparente inocencia y juventud, a lo largo de la serie, ella era conocida por actuar cruel y malvada hacia Malik y Kevin y planeó hacerlos miserables. También se sabe que tiene comentarios sarcásticos y planes astutos para obtener lo que quiere. Por razones no reveladas, China Anne McClain fue sacada de la serie durante la quinta temporada, lo que la convirtió en la única miembro del elenco en no aparecer en la Temporada 5. Ella fue reintroducida en la serie cuando regresó en la sexta temporada. Se insinúa que tiene miedo de los mimos que usan sombreros. En el estreno de la séptima temporada, ella tiene 12 años, y Janine le permite usar brillo labial, y ella cae con la multitud equivocada. Jazmine ha hecho apariciones infrecuentes desde la séptima temporada, debido al horario de trabajo de China Anne McClain, ya que también actuó enANT Farm en Disney Channel. (Temporadas 1-4, 6-8)

- Janine Payne (de soltera Janine Shelton) (Demetria McKinney), es la esposa de CJ y la madre de Malik, Jazmine, Jayden y Hayden Payne. Una madre y un adulto aparentemente responsables al comienzo de la serie, luego se revela que es una drogadicta y el pirómano que incendió su casa y la de CJ. Ella y CJ se divorcian después de dejar a su familia. Inicialmente, ella era solo un personaje recurrente y rara vez se la veía en la serie, excepto en los episodios en los que se asocia con Ella Payne, quien la ayuda a ingresar en un programa de rehabilitación y regresar a la familia. Más adelante en la serie, CJ, Curtis y Malik la critican a menudo por sus acciones irresponsables. Ella aparentemente está embarazada de su novio, hasta que un episodio revela que él es estéril. Como CJ es la única persona con la que ha tenido relaciones sexuales (en un episodio anterior, donde eran íntimas cuando CJ estaba borracho), se da cuenta de que CJ es el padre del niño que viene. CJ y Janine vuelven a casarse en la boda de Calvin y Miranda; casi de inmediato, se rompe la fuente y da a luz a los gemelos Jayden y Hayden Payne. Los padres de Janine son Larry y Liz Shelton. Ella y CJ ahora viven en su propia casa con sus cuatro hijos. En las temporadas 6-7, su papel en la serie se ha vuelto más central al enfocarse más en su carrera que en su vida hogareña, y se convierte en el objetivo de interés romántico de su jefe Roland hasta que CJ sea ascendido a comisionado y se convierta tanto en Janine como en Roland jefe y les hace mantener su relación profesional. A partir de ese momento, CJ y Janine tienen el mismo trabajo juntos y pueden enfocarse tanto en su carrera profesional como en su vida familiar. y Janine se vuelven a casar en la boda de Calvin y Miranda; casi de inmediato, se rompe la fuente y da a luz a los gemelos Jayden y Hayden Payne. Los padres de Janine son Larry y Liz Shelton. Ella y CJ ahora viven en su propia casa con sus cuatro hijos. En las temporadas 6-7, su papel en la serie se ha vuelto más central al enfocarse más en su carrera que en su vida hogareña, y se convierte en el objetivo de interés romántico de su jefe Roland hasta que CJ sea ascendido a comisionado y se convierta tanto en Janine como en Roland jefe y les hace mantener su relación profesional. A partir de ese momento, CJ y Janine tienen el mismo trabajo juntos y pueden enfocarse tanto en su carrera profesional como en su vida familiar. y Janine se vuelven a casar en la boda de Calvin y Miranda; casi de inmediato, se rompe la fuente y da a luz a los gemelos Jayden y Hayden Payne. Los padres de Janine son Larry y Liz Shelton. Ella y CJ ahora viven en su propia casa con sus cuatro hijos. En las temporadas 6-7, su papel en la serie se ha vuelto más central al enfocarse más en su carrera que en su vida hogareña, y se convierte en el objetivo de interés romántico de su jefe Roland hasta que CJ sea ascendido a comisionado y se convierta tanto en Janine como en Roland jefe y les hace mantener su relación profesional. A partir de ese momento, CJ y Janine tienen el mismo trabajo juntos y pueden enfocarse tanto en su carrera profesional como en su vida familiar. Los padres de S son Larry y Liz Shelton. Ella y CJ ahora viven en su propia casa con sus cuatro hijos. En las temporadas 6-7, su papel en la serie se ha vuelto más central al enfocarse más en su carrera que en su vida hogareña, y se convierte en el objetivo de interés romántico de su jefe Roland hasta que CJ sea ascendido a comisionado y se convierta tanto en Janine como en Roland jefe y les hace mantener su relación profesional. A partir de ese momento, CJ y Janine tienen el mismo trabajo juntos y pueden enfocarse tanto en su carrera profesional como en su vida familiar. Los padres de S son Larry y Liz Shelton. Ella y CJ ahora viven en su propia casa con sus cuatro hijos. En las temporadas 6-7, su papel en la serie se ha vuelto más central al enfocarse más en su carrera que en su vida hogareña, y se convierte en el objetivo de interés romántico de su jefe Roland hasta que CJ sea ascendido a comisionado y se convierta tanto en Janine como en Roland jefe y les hace mantener su relación profesional. A partir de ese momento, CJ y Janine tienen el mismo trabajo juntos y pueden enfocarse tanto en su carrera profesional como en su vida familiar. es ascendido a comisionado y se convierte en el jefe de Janine y Roland y les hace mantener su relación profesional. A partir de ese momento, CJ y Janine tienen el mismo trabajo juntos y pueden enfocarse tanto en su carrera profesional como en su vida familiar. es ascendido a comisionado y se convierte en el jefe de Janine y Roland y les hace mantener su relación profesional. A partir de ese momento, CJ y Janine tienen el mismo trabajo juntos y pueden enfocarse tanto en su carrera profesional como en su vida familiar.

- Miranda Payne (née Miranda Lucas) (Keshia Knight Pulliam)es la novia de Calvin convertida en esposa. Ella fue presentada por primera vez en la temporada 1 como una estafadora que robó todo el dinero de Calvin y Curtis para una galería de arte. El personaje regresó eventualmente, pero lo que le hizo a Calvin y Curtis solo se menciona brevemente. Ella y Calvin se casaron en la conclusión de la temporada 4. Miranda tiene un sobrino muy problemático y malcriado; cuando se suponía que Calvin estaba a cargo del niño, en realidad fue el niño quien le ordenó a Calvin que lo acompañara. Miranda y Calvin comenzaron a tener problemas en la quinta temporada. Al comienzo de la sexta temporada, una Miranda embarazada desaparece; Un par de episodios después, Miranda dice que no hay bebé, lo que hace que Calvin crea que tuvo un aborto, pero no lo hizo. Ella realmente está pensando en dar el bebé en adopción. Luego, mientras las tres parejas (CJ y Janine, Curtis y Ella, Calvin y Miranda) van a un retiro matrimonial, Miranda le pide a Calvin el divorcio. Pero cuando ella y Calvin acuden a un mediador de divorcio y se quedan atrapados en un ascensor, resuelven sus problemas matrimoniales con la ayuda de Edi, una "señora de los ascensores" que resulta ser la Dra. Marcos, la consejera de retiros matrimoniales. Calvin y Miranda tuvieron su bebé en la Temporada 7. En la serie final "All's Well", Janine, Miranda, CJ y Calivin celebran su aniversario de bodas, pero Miranda y Calvin nunca se presentan. Luego, Calvin aparece en la casa Payne para llevar a Miranda a la cena de aniversario, con un vestido y un jarrón de rosas. Ella lo interrumpe, y exige un divorcio, diciendo que había estado esperando el momento adecuado para decirle, pero no pudo encontrar uno. La última escena muestra a Calvin arrojando el jarrón de rosas a la pared , y se rompe. La serie termina con la cámara enfocando los cristales rotos y los pétalos de rosa (Temporadas 3-8, estrella invitada en la Temporada 1)

- Claretha Jenkins (Denise Burse) es la amiga de Ella y ex vecina de Paynes. Curtis constantemente bromea sobre su molestia por su presencia. Claretha tiene una gran boca; ella incluso raciona el negocio familiar a los medios de comunicación en un concepto erróneo del crimen. Ella es conocida por tener una colección de pelucas. Ella se fue al comienzo de la Temporada 5 después de casarse con un "príncipe". En la temporada 6, ella repentinamente deja al príncipe y ahora sale con Floyd. Ella tiene una hija extremadamente obesa llamada Huretha y estaba furiosa y disgustada cuando salía con CJ. En las primeras temporadas después de que Janine se fuera, aunque Huretha nunca fue vista en el programa. En el episodio de la temporada 7 "Payneful Visit", se revela que tiene leucemia. Desde la temporada 7, ya no se le acredita como miembro de reparto regular. Ella apareció en un papel recurrente. (Temporadas 1-6, papel recurrente en las Temporadas 7 y 8)

- Floyd Jackson (Palmer Williams Jr.) es el amigo de Curtis y el orgulloso propietario de la barbería. Muestra poco afecto hacia personas individuales, pero en momentos de gran necesidad saldrá y mostrará afecto. Su primera esposa desapareció en él, pero después de que se volvió a casar, la primera esposa regresó en busca de un divorcio. Cuando firmó los documentos de divorcio, resultó que ella había escrito un libro, y como él está divorciado de ella, no recibe nada. Él tiene una hija llamada Olivia que estaba saliendo con Zack, uno de sus barberos.

En la sexta temporada, la segunda esposa de Floyd lo echa para que se mude al patio trasero de Curtis y Ella y empiece a salir con Claretha, hasta que su segunda esposa regresó, habiendo perdido cincuenta libras porque estaba deprimida porque se estaban separando. Mientras Floyd había estado esperando encadenar a ambos sin enterarse del otro, hasta que chocaron entre sí en la casa de Payne y ambos rompieron con él y Claretha lo echó. El segundo nombre de Floyd se revela como Stanley. Él es el personaje recurrente de mayor duración en House of Payne. A mediados de la temporada 8, se unió al elenco principal. (papel recurrente, Temporadas 3-7, papel principal en la Temporada 8)

### Recurrente
- Larry y Liz Shelton (Dorian Harewood y Anne-Marie Johnson) son los padres de Janine y hasta ahora solo aparecieron en 5 episodios de la serie. Curtis odia sus visitas. Son de clase alta y se comportan como esnobs hacia la familia Payne. En su primera aparición, Claretha identifica al padre de Janine como una "bailarina" conocida como Dimples, aunque nadie la cree. Liz sale como crítica. Su relación con su hija generalmente se ve puesta a prueba. En un episodio de la Temporada 3 Ella se queda con los Paynes luego de que la echaran de su casa; ella molesta a todos, sobre todo a Ella, Curtis y Janine. En un episodio posterior, visita a los nuevos mellizos y critica constantemente las habilidades de crianza de los hijos de Janine, llegando incluso a intentar cambiar los nombres de los bebés. Cuando Janine finalmente la confronta, Liz revela que su madre se comportaba de la misma manera con ella.

- Eunice Williams (Aloma Wright): es la madre de Ella que muestra signos de Alzheimer durante su visita con la familia. Ella muestra una fuerte aversión hacia Curtis, pero le gusta a los demás. Su apellido solo se revela en la Temporada 6 cuando finalmente se revela el apellido de soltera de Ella. Ella reapareció en el episodio de estreno de la Temporada 8 "A Mother's Payne", donde Ella y su hermana Evie decidieron ponerla en un hogar de ancianos después de un episodio aterrador resultado de su enfermedad de Alzheimer. Luego se muestra que ella le hizo más favor a Ella que a Evelyn después de dejarle a Ella una póliza de seguro de vida de $ 100,000 y Evelyn se quedaría sin nada. En el episodio "Amazing Matriarchs", Eunice fallece fuera de pantalla. Aunque la causa de su fallecimiento no se menciona, ella probablemente sucumbió a la enfermedad de Alzheimer.

- Evelyn "Evie" Williams (interpretada por Janet Hubert-Whitten) es la hermana mayor de Ella que ayuda a cuidar a su madre enferma y quiere lo mejor para ella.

- Jeffrey y Sandra Lucas (Wendell Pierce) y (Valarie Pettiford): padres ricos de Miranda que han aparecido en Temporadas 4-7. Jeffrey es médico y Sandra es abogada. En la temporada 6, Sandra pensó que Calvin tenía algo que ver con la desaparición de Miranda hasta que reapareciera. Después, ella actúa fríamente hacia Calvin, pero Miranda le hace ver la razón y cambiar sus maneras.

- Tracie Evans (interpretado por Eva Marcille), es la madre del primer hijo de Calvino, Calvin Jr. y la tía de Kyle. Inicialmente, CJ desarrolló un interés amoroso en ella poco después de su ruptura con Nicole. Sin embargo, más tarde confesó a CJ que ella ha estado saliendo con Calvin. Luego rompe con Calvin para reconciliarse con su antiguo novio. En la temporada 5, ella regresó y le dice a Calvin que tienen un hijo llamado Calvin Jr., lo que molesta más a Miranda cuando ya descubrió que Calvin besó a Mercedes. En la temporada 6, sufrió un accidente automovilístico que cobró la vida de su esposo. Luego le pide a Calvin y Miranda que cuiden a Calvin Jr. mientras ella se pone en orden. Finalmente ella se recuperó. Hace un pase a Calvin en dos ocasiones: una vez que Calvin y Miranda intervienen en su visita sin previo aviso; y el otro estaba en la "ducha de hombre" de Calvin, indicando que ella lo quería de vuelta. Después de que Calvin la rechaza, se lleva a Calvin Jr. lejos de Calvin y Miranda. Luego, borra la cuenta bancaria de Calvin para la manutención de menores, la última de la cual Calvin luego es arrestado. Su hijo está con Calvin durante el fin de semana y cuando va a trabajar y Miranda está dormida, Calvin Jr. juega con los fósforos y prende fuego al condominio. Tracie aparece en el hospital, con su nuevo novio, después de que recibe una llamada y le dice a Calvin que está recibiendo la custodia completa de su hijo e intenta luchar contra Miranda y Janine. Pero pronto su hijo se despierta de la Su hijo está con Calvin durante el fin de semana y cuando va a trabajar y Miranda está dormida, Calvin Jr. juega con los fósforos y prende fuego al condominio. Tracie aparece en el hospital, con su nuevo novio, después de que recibe una llamada y le dice a Calvin que está recibiendo la custodia completa de su hijo e intenta luchar contra Miranda y Janine. Pero pronto su hijo se despierta de la Su hijo está con Calvin durante el fin de semana y cuando va a trabajar y Miranda está dormida, Calvin Jr. juega con los fósforos y prende fuego al condominio. Tracie aparece en el hospital, con su nuevo novio, después de que recibe una llamada y le dice a Calvin que está recibiendo la custodia completa de su hijo e intenta luchar contra Miranda y Janine. Pero pronto su hijo se despierta de lacoma , y ella neutraliza sus problemas con Calvin. Hasta que lo revise y le dificulte a Calvin ser padre de su hijo.

- Nicole Jamieson (interpretado por Robinne Lee) era la exnovia de CJ y el subdirector de Malik y Jazmine. Ella apareció por primera vez en el episodio de la temporada 1 "Mascota del profesor", donde visitó la casa de Payne para traer de vuelta un hámster que Jazmine tomó de la escuela. CJ en el siguiente episodio fue a la escuela para recoger a los niños a casa de la escuela solo para encontrar a Nicole en su oficina y decirle que ya se fueron. Estuvieron atrapados dentro del edificio de la escuela debido a una tormenta que azotó a Atlanta. A partir de ahí, las chispas comenzaron a volar entre ella y CJ. Su relación pronto tocó un bache cuando se demuestra que Nicole es mentalmente inestable. Es más evidente ya que ella es extremadamente celosa cuando CJ habla con otra mujer e incluso menciona el nombre de otra mujer. En un episodio, se demostró que incluso se molesta cuando CJ dice el nombre de Jazmine mientras habla por teléfono con ella, lo que hace que CJ y Ella crean que está loca. Cuando CJ termina con ella después de una gran discusión, ella se vuelve destructiva y rompe los platos en la casa de Payne, ella incluso lo amenazó con apuñalarlo. No se ha visto a Nicole desde la temporada 2. En su última aparición, reveló que estaba saliendo con Calvin, pero que nunca se volvió a tratar, y que ella no ha mencionado desde entonces. En los episodios piloto de prueba, Nicole Jamieson fue retratada originalmente porRochelle Aytes , donde ella era maestra de matemáticas de Malik y era normal y de voz suave.

- Kevin (interpretado por Kyre Batiste-Loftin), fue el mejor amigo de Malik que era un personaje recurrente de las temporadas 1-6. Se parecía mucho a Malik en su personalidad, aunque un poco más tonto. Fue muy bondadoso y generoso a pesar de las raras ocasiones en que se comportó de forma egoísta. A menudo estaba involucrado en los planes de Malik para conseguir chicas. Fue visto por última vez en el episodio de la temporada 6 "Drinking Game", donde él y Malik estaban bebiendo cuando los dejaron solos en la casa. Él no ha sido visto o mencionado desde entonces.

- Pookie (interpretado por Quincy Bonds), fue uno de los amigos más cercanos de Calvin desde la infancia; él y su hermano menor Peanut no se parecen en nada a Calvin, ya que ambos son guetos y parecen ser matones. Todavía son amigables, pero pueden ser difíciles a veces. Fue visto por última vez en el episodio de la temporada 6 "Payne Showers", en el que Curtis lanza una "ducha de hombre" para Calvin. En la serie Meet The Browns , se ve a la enfermera Renee hablando por teléfono con "Pookie"; este es probablemente él, porque los Brown y los Paynes se conocían.

- Peanut (interpretado por Clayton English), es el hermano menor de Pookie; a diferencia de Pookie, Peanut en realidad tiene un nombre real, Clayton. Él, junto con Pookie, fue visto por última vez en el episodio de la temporada 6 "Payne Showers". Él no ha sido visto desde entonces.

- Kyle Thompson (interpretado por Dale Neal), era sobrino de Tracie y amigo de Malik. Apareció de las Temporadas 1-2. Él es originario de Bronx, NY. Como la madre de Malik, Janine, la madre de Kyle tenía un problema con las drogas y vivía con la tía Tracie mientras su madre luchaba contra su adicción. Él y Malik robaron la motocicleta de Curtis y Curtis presentó cargos contra los dos, y luego los rechazó cuando se dio cuenta de que eran demasiado extremos. Se insinúa que Kyle abandonó la escuela. Fue visto por última vez en el episodio de la temporada 2 "It's a Boy", jugando videojuegos con Malik.

- Tanya (interpretada por Robin Givens) era la novia de CJ que apareció en la temporada 2-4. Ella comenzó a salir con CJ después de encontrarse en el aniversario de un amigo en común (en el episodio "Se está poniendo caliente aquí"). CJ descubrió que Tanya bailaba en un viejo video musical de rap cuando era más joven. Aunque CJ y Janine tuvieron relaciones sexuales antes de que él y Tanya se convirtieran en pareja, Tanya termina con CJ después de que descubrió que había embarazado a Janine.

- Bryan Dawson (interpretado por Michael Jai White) fue el novio de Janine en los episodios piloto de prueba y en la tercera temporada. Fue un exjugador de fútbol estrella convertido en banquero de inversión. Su primera aparición fue en "Stop Being Funky", cuando se llevaba a Janine a cenar con Malik y Jazmine e intentaba favorecer a los niños, lo que irrita a CJ. Originalmente, se creía que era el padre del niño no nacido de Janine. Janine reveló que es esterlina que el bebé es CJ. Revelado por Janine, Bryan rompe con ella después de saber que CJ la impregnaba.

- Calvin Jr. (interpretado por Cornelius Benton) es el hijo de Calvin y Tracie, y medio hermano de Christian. Fue presentado en el episodio de la temporada 5 "Surprise! (Part 1)". En la temporada 6, se quedó con Calvin y Miranda mientras Tracie se estaba recuperando de un accidente. Sin embargo, Tracie lo lleva de regreso a casa después de que Calvin rechazara sus avances. Regresó en el episodio de la temporada 7 "So Hard To Say Goodbye". Estaba jugando con fósforos mientras Miranda estaba durmiendo, lo que provocó un incendio en el condominio de Calvin y Miranda. Tracie lo revisó fuera del hospital cuando despertó de su coma.

- Roland (interpretado por Rick Fox) es el jefe de Janine y jefe de relaciones públicas del departamento de bomberos. Fue presentado en la Temporada 6. Su interés romántico en Janine ha causado algunos enfrentamientos entre él y CJ. Luego CJ se convierte en su jefe después de recibir un ascenso y después de que CJ le dice que mantenga su relación profesional con Janine, acepta hacerlo. CJ también le dice que contrate a Calvin después de descubrir que necesita un nuevo miembro del departamento, pero comienza a arrepentirse de contratar a Calvin después de tener que corregir sus errores, como enviar un comunicado de prensa que revela el día equivocado de cuando las escuelas primarias están se supone que debe recorrer el cuartel de bomberos. Se revela que Roland es un viudo y un alcohólico en recuperación.

- Monica (interpretada por Essence Atkins) es una vieja amiga de Janine que apareció en 5 episodios de la sexta temporada. Primero se quedó en la casa de Curtis y Ella cuando Ella compró su casa en el centro de ayuda. Ella fue víctima de abuso doméstico por parte de su exmarido. Luego se quedó con CJ y Janine hasta que pudo volver a ponerse de pie. Fue vista por última vez en el final de la temporada 6, donde le dijo a CJ que encontró un nuevo trabajo y momentos después, CJ la besa justo antes de que Janine volviera a casa.

- Jayden Payne es el hermano gemelo mayor de Hayden Payne, el hijo menor de CJ y Janine. Nació 3 1/2 minutos antes que Hayden. En las últimas temporadas después de su nacimiento, ha crecido más que Hayden. Él es visto más que Hayden. En la temporada 7, se lo ve con Hayden, donde se descubrió que puede tener autismo .

Hayden Payne es la hermana gemela más joven de Jayden Payne, la hija menor de CJ y Janine. Ella nació 3 1/2 minutos después de Jayden. Ella era la bebé de la familia Payne hasta que nació el bebé de Miranda y Calvin. Ella es vista menos que Jayden. En la temporada 7, se la ve con Jayden donde parece normal.
- Christian Payne es el bebé recién nacido de Calvin y Miranda. Él es también medio hermano de Calvin Jr. Su nombre fue revelado en el episodio de la temporada 7 "Payneful Visit". Su nombre no fue revelado cuando Miranda dio a luz, pero se oye a Calvin decir su nombre cuando le dice a Miranda que Christian está durmiendo.

- Angel O. Reilz (Joyce Giraud) fue el compañero de trabajo de Curtis, CJ, Calvin, Keenan y Bart en el parque de bomberos de la compañía de motores 5. Angel es la única mujer de la estación de bomberos y, a veces se molesta con los chicos por desconsiderar ese hecho. En un momento dado se molestó tanto que piensa en cambiar a otra compañía de motores y demandarlos. Angel y Calvin tenían una tendencia a discutir todo el tiempo; según Calvino fue porque ella lo amaba. Cuando Angel estaba enojada, ella generalmente comenzaba a hablar español. Angel también fue conocido como el mejor bombero como lo demuestran sus varios premios y medallas. Cuando los chicos la conocieron supusieron que iba a ser un hombre (Curtis había leído la "O" de su segundo nombre con Angel, haciéndolo aparecer como "Angelo") y le arrojaron agua como una broma. El personaje no ha sido visto o mencionado desde la temporada 4.

- Bart Holmes (Bart Hansard) fue el compañero de trabajo de Curtis, CJ, Calvin, Keenan y Angel. Apareció por última vez en el episodio de la temporada 6 "¿Cómo te gusta tu asado?", En el que ayudó a honrar a Curtis por su servicio como jefe de bomberos. El personaje no se ha visto desde entonces.

- Keenan Jared (Cedric Pendleton) fue el compañero de trabajo de Curtis, CJ, Calvin, Bart y Angel. Apareció por última vez en el episodio de la Temporada 8 "Number Five's Fight", en el que protestó contra la decisión de CJ de cerrar la estación de bomberos de la compañía de motor 5.

- Delante (Jason Dirden) solía cortar el pelo en la barbería. Él también era uno de los amigos de Calvin. En episodios posteriores, Delante vivió en la barbería hasta que Floyd lo encontró y lo invitó a vivir con él. Tuvo una breve relación con Dana. Se casó con una chica que conoció en la pista de patinaje y se mudó a Arizona al comienzo de la temporada 5. No se lo ha visto desde entonces.

- Kiki (Bobbi Baker) es un barbero en la peluquería. Ella no tiene miedo de hacer preguntas que otros piensan y es muy abrupta. En la temporada 5, ella ayudó a contratar a su hermano, pero resultó ser un traficante de drogas que vendía drogas en la peluquería. Ella descubre en un episodio posterior que recibió un disparo. Kiki no ha sido visto o mencionado desde la Temporada 5, a excepción de una breve aparición en el episodio de la Temporada 6 "Rehabilitación".

- Dana Carter (Denyce Lawton) tiene su propio puesto de manicura en la peluquería. Por lo general, se la ve viendo a los clientes irrumpir enojados, sin saber lo que ella dijo para enojarlos. En un episodio, sus padres lo visitaron, pensando que ella era una doctora de vacaciones. Ella es de etnia afroamericana y coreana . Dana no ha sido visto ni mencionado desde la temporada 5.

- Zack (Gary Owen) (Temporada 5) es el peluquero blanco que reemplazó a Delante. Es un buen tipo pero tiene problemas para encajar con las personas negras, aunque les gusta. Se reveló que tenía una cita con Kiki antes de trabajar en la peluquería. Estaba interesado en Olivia, la hija de Floyd. Es algo similar a Isaac Rosenberg ( Troy Garity ) en las películas Barbershop y Barbershop 2: Back in Business. Zack no ha sido visto o mencionado desde la temporada 5.

- Deshawn Spears (Bobb'e J. Thompson) es el hijo adoptivo recientemente adquirido de Curtis y Ella. Deshawn proviene de un hogar quebrado, y fue inicialmente hostil hacia los Paynes, ya que ha tenido problemas con los hogares de acogida en el pasado. Más tarde llega a aceptar que los Paynes son buenas personas que se encargarán de él. En el episodio de la Temporada 8 "Mentoring Paynes", Curtis y Ella se convirtieron oficialmente en sus padres adoptivos. Sin embargo, en el episodio "In Payne", decide vivir con su madre.

### La familia Hernández
La familia Hernández fueron los nuevos vecinos hispanos de los Paynes, que se mudan a la vieja casa de Claretha, trayendo su propio drama familiar en la quinta temporada.
- Carlos Hernández (Mel Rodríguez) es el patriarca de la familia. Él trabaja como oficial de policía, él y Curtis a menudo pelean por pequeñas cosas, pero finalmente, los dos comenzaron a vincularse y muestran algunas similitudes entre ellos. Fue visto por última vez en el episodio "No sé, Payne".

- Rosalita "Rosie" Hernández (Marlene Forte) La esposa de Carlos y la madre de Diego, Mercedes y Alex. Ella y ella se hicieron amigas y brevemente trabajaron juntas en una tienda boutique llamada "Ginger Pink". Fue vista por última vez en el episodio "Moving Out".

- Consuela Hernández (Renee Victor) La madre de Rosie y la abuela de Diego, Mercedes y Alex. Por lo general, se la ve bebiendo cerveza y mirando televisión, quien muestra algunas similitudes con Curtis. En el episodio "Ligeramente verosímil verdad", Curtis y Malik le ayudó a obtener su ciudadanía. Fue vista por última vez en el episodio "Moving Out".

- Diego Hernández (JR Ramirez) es el hijo mayor de Hernández. Tenía problemas con su padre; principalmente debido a su enojo y depresión por estar en la guerra en Irak. Él también se convierte en un amigo cercano de Calvin. Fue visto por última vez en el episodio de la temporada 6 "Seal of Approval", dando consejos a Malik sobre su incorporación al ROTC .

- Alexandra "Alex" Hernández (Veronica Sixtos) es la hija más joven de Hernández, de la que Malik está enamorado. En el episodio "A Sister's Payne", Alex se convierte en la novia de Malik. Fue vista por última vez en el episodio "A Grand Payne".

- Mercedes Hernández (Susie Castillo) es la hija del medio Hernández. Se convierte en amiga y confidente de Calvin cuando tenía problemas maritales con Miranda. Ella y Calvin se convierten en copartícipes de los negocios de marketing. Ella y Calvin tienen sus besos compartidos entre sí, manteniéndolo alejado de Miranda hasta que Diego revela la verdad. Fue vista por última vez en el episodio "Sorpresa: (Parte 2)".

## Ubicaciones
Las ubicaciones en Atlanta, Georgia incluían la casa de Payne, una estación de bomberos ubicada frente a la casa de Paynes, una barbería, el centro de ayuda y las escuelas a las que asisten Malik y Jazmine. La casa de Payne es un edificio de una planta, y 5 habitaciones se presentan a lo largo de la serie: la habitación de Curtis y Ella, la habitación compartida de Malik y Jazmine, la habitación libre (que era de Calvin hasta que se mudó), la cocina y la sala de estar y el patio exterior. Las habitaciones de Calvin, CJ y Janine nunca se vieron. La única parte de la estación de bomberos vista en la cámara era su sala de día. La Estación de bomberos y sus personajes fueron eliminados gradualmente alrededor de las Temporadas 3 y 4. La barbería es un entorno que se usó a menudo en las Temporadas 2-5, y es similar a la de la  película la Barbería de Ice Cube. Se agregó el condominio de Miranda y Calvin. La sala de estar era la única habitación que se mostraba. La casa de CJ y Janine es otro escenario agregado a la serie. La cocina y la vida siempre se veían en la cámara. Ninguna de las habitaciones se mostró alguna vez. La universidad a la que asistió Malik fue uno de los escenarios más recientes y se mostraron varias áreas. La oficina de CJ donde él y Janine trabajan era otro escenario que fue agregado a la serie. Además, el Centro de ayuda donde Ella trabaja se muestra en varias ocasiones.

## Otros miembros del elenco
- Keke Palmer como Nikki Grady-Simmons (Temporada 1)
- Eva Marcille como Tracie (Temporadas 1–2 y Temporada 5-7)
- Bart Hansard como Bart Holmes (Temporadas 1–4 y 6)
- Cedric Pendleton como Keenan Jared (Temporadas 1–4, 6 y 8)
- Joyce Giraud como Angel (Temporadas 1–4)
- Dorian Harewood como Larry Shelton (Temporadas 1, 3, y 5)
- Anne-Marie Johnson como Liz Shelton (Temporadas 1, 3, 5 y 6)
- Robinne Lee como Nicole Jamieson (Temporadas 1–2)
- Rochelle Aytes como Nicole Jamieson (2006 Pruebas y episodio piloto)
- Sierra Aylina McClain como Jasmine (Temporada 1)
- Katie Rowlett como Beverly (Temporada 1)
- Arvell Poe como Fishbone (Temporada 1)
- Quincy Bonds como Pookie (Temporadas 1–6)
- Clayton English como Peanut (Temporadas 1–6)
- Kyre Batiste-Loftin como Kevin (Temporadas 1–6)
- Jamie Moore como Walter (Temporada 1)
- Dale Neal como Kyle (Temporadas 1–2)
- Wilbur Fitzgerald como Bill (Temporada 1)
- Robin Givens como Tanya (Temporadas 2–4)
- Michael Jai White como Bryan (2006 Episodio piloto y Temporada 3)
- Femi Emiola como Sheila (Temporada 3)
- Jason Dirden como Delante (Temporadas 3–4)
- Denyce Lawton como Dana Carter (Temporadas 3–5)
- Bobbi Baker como KiKi (Temporadas 3–6)
- Iona Morris como Bernice (Temporada 3)
- Dorien Wilson como Andrew (Temporada 4)
- Wendell Pierce como Jeffrey Lucas (Temporadas 4–5)
- Valarie Pettiford como Sandra Lucas (Temporadas 4–7)
- Marvin Winans como Pastor Richards (Temporadas 4–5, y 8)
- Demille Cole-Heard como Calvin Jr. (Temporadas 5–8)
- Marlene Forte como Rosalita Hernández (Temporada 5)
- Mel Rodríguez como Carlos Hernández (Temporada 5)
- Renée Victor como Consuela Hernández (Temporada 5)
- Susie Castillo como Mercedes Hernández (Temporada 5)
- J.R. Ramirez como Diego Hernández (Temporadas 5–6)
- Veronica Sixtos como Alexandra Hernández (Temporada 5)
- Gary Owen como Zack (Temporada 5)
- Roberto Roman como Andy Rodríguez (Temporada 5)
- Boris Kodjoe como David (Temporada 5)
- Aloma Wright como Eunice (Temporadas 5 y 8)
- Gladys Knight como ella misma (Temporada 5)
- Kinnik Sky como la enfermera Jones (Temporada 5)
- Ben Vereen como Clarence (Temporada 6)
- Penny Johnson Jerald como Maxine Bannet (Temporada 6)
- Essence Atkins como Monica (Temporada 6)
- Rick Fox como Roland (Temporadas 6–8)
- Heavy D como P-Rock (Temporada 7)
- Janet Hubert-Whitten como Evie (Evelyn) (Temporada 8)
- Corey Holcomb como Damon (Temporada 8)
- Sherman Hemsley como George Jefferson (Temporada 8)
- Marla Gibbs como Florence Johnston (Temporada 8)
- Sheryl Lee Ralph como Felicia Starr (Temporada 8)
- Shaun T. como Mo Pex (Temporada 8)
- Troy Winbush como Travis Harris (Temporada 8)
- Makeda Declet como Summer (Temporada 8)

## Premios y nominaciones a la imagen de NAACP
2008, 2009, 2010, 2011, 2012: Serie de comedia excepcional
2008, 2009: Actor destacado en una serie de comedia (Lavan Davis); nominado en 2010 y 2011.
2009, 2010, 2013: Actriz sobresaliente en una serie de comedia (Cassi Davis); nominada en 2011.
2009, 2010, 2012: Mejor actriz de reparto en una serie de comedia (Keshia Knight Pulliam); nominada en 2011.
2008, 2009, 2010, 2013: Mejor Actor de Reparto en una Serie de Comedia (Lance Gross); nominado en 2011.

## Apariciones especiales
- Tyler Perry como Madea (Temporadas 1–3)
- Keke Palmer como Nikki Grady-Simmons (Temporada 1)
- Tamela Mann como Cora Simmons (Temporadas 1 y 6)
- David Mann como Mr. Leroy Brown (Temporadas 1 y 6)
- Lamman Rucker como Will Brown (Temporada 1)
- Marvin Winans como Pastor Richards (Temporadas 4−5, y 8)
- Dorien Wilson como Andrew (Temporada 4)
- Gladys Knight como Herself (Temporada 5)
- Boris Kodjoe como David (Temporada 5)
- Ben Vereen como Clarence (Temporada 6)
- Rick Fox como Roland (Temporadas 6–7)
- Jacob Latimore como Dante (Temporada 7)
- Shameik Moore como Andre (Temporada 7)
- Heavy D como P-Rock (Temporada 7)
- Sherman Hemsley como George Jefferson (Temporada 8)
- Marla Gibbs como Florence Johnston (Temporada 8)
- Sheryl Lee Ralph como Felicia Starr (Temporada 8)
- Shaun T como El mismo (Temporada 8)

## Lanzamientos
Lionsgate Home Entertainment lanzó los primeros 10 volúmenes en DVD en la Región 1. Se desconoce el lanzamiento de los dos volúmenes restantes. De acuerdo con las listas de los volúmenes anteriores a través de Amazon.com, las publicaciones en DVD de la serie se han agotado.
| Título DVD                             | Ep #    | Fecha de Lanzamiento   | Blu-ray Disc |
| -------------------------------------- | ------- | ---------------------- | ------------ |
| Tyler Perry's House of Payne Volume 1  | 1–20    | 4 de diciembre de 2007 |              |
| Tyler Perry's House of Payne Volume 2  | 21–40   | 1 de julio de 2008     |              |
| Tyler Perry's House of Payne Volume 3  | 41–60   | 13 de enero de 2009    |              |
| Tyler Perry's House of Payne Volume 4  | 61–80   | 16 de junio de 2009    |              |
| Tyler Perry's House of Payne Volume 5  | 81–100  | 13 de enero de 2010    |              |
| Tyler Perry's House of Payne Volume 6  | 101–124 | 8 de febrero de 2011   |              |
| Tyler Perry's House of Payne Volume 7  | 125–148 | 5 de abril de 2011     |              |
| Tyler Perry's House of Payne Volume 8  | 149–172 | 14 de junio de 2011    |              |
| Tyler Perry's House of Payne Volume 9  | 173–192 | 19 de junio de 2012    |              |
| Tyler Perry's House of Payne Volume 10 | 193–212 | 5 de marzo de 2013     |              |
| Tyler Perry's House of Payne Volume 11 | 213–233 | TBA                    |              |
| Tyler Perry's House of Payne Volume 12 | 234–254 | TBA                    |              |